# Sayuri Loza
Sayuri Loza (La Paz, 26 de noviembre de 1982) es una historiadora del arte, comunicadora, diseñadora de ropa, modelo y columnista boliviana.

## Biografía
Loza es hija de Remedios Loza, líder aymara, comunicadora y  primera mujer de pollera en llegar al parlamento en 1989 y "el compadre" Carlos Palenque. Sus padres fueron fundadores del canal de noticias RTP, Radio Televisión Popular, y coconductores, junto a Adolfo Paco, del programa radial y televisivo La Tribuna Libre del pueblo. Ambos padres estuvieron dedicados a la política y fueron líderes del partido político CONDEPA. Loza por su parte se declara anarquista y ha afirmado que a pesar de ser activa políticamente a través del análisis, el ejercicio de la política partidaria no es de su interés, a pesar de haber recibido invitaciones y de haber sido señalada como una figura emergente.

### Educación
Sayuri estudió en la escuela Juana Azurduy de Padilla y salió bachiller en el colegio San Calixto.
Loza se denomina como diletante, es decir, una conocedora y apasionada por las artes. Estudió Historia del Arte y Cultura Asiática en la universidad de Japón, Ibaraki Women´s Junior College e ingresó a la carrera de Historia en la Universidad Mayor de San Andrés en La Paz. Cuenta con una especialización en Historia Económica Boliviana del Siglo XIX y en paleografía.
Tuvo bastante inspiración por su madre y padre en su desarrollo. De parte de su madre, aprendió sobre artesanía y diseño de ropa.Por otro lado, por parte de su padre, generó interés por la música y la pintura. 
Loza se ha desarrollado también como  comunicadora social y trabajó junto a Mario Espinoza en un programa radial, relatando y analizando episodios históricos del país. 

## Relación con RTP
Loza fue parte del canal RTP en 2008, realizando un proyecto junto a Mónica Medina. Tuvo a cargo em establecimiento del archivo histórico del canal y de Carlos Palenque.